# 플라멩구

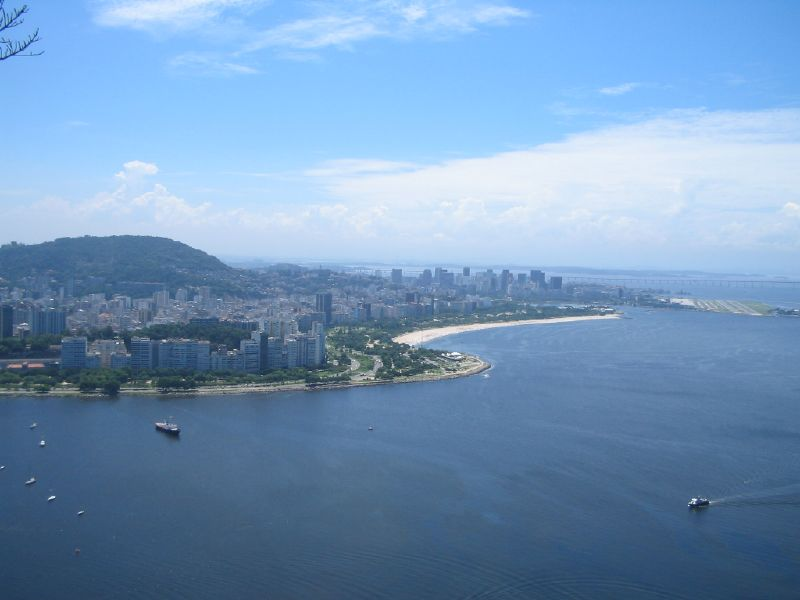
플라멩구 해변의 항공뷰

플라멩구는 브라질의 리우데자네이루의 구이다.